# Budynek mieszkalny przy ul. Grójeckiej 19/25 w Warszawie
Budynek mieszkalny przy ul. Grójeckiej 19/25 w Warszawie (także: Dom Spółdzielni Mieszkaniowej „Oświata”) – blok mieszkalny znajdujący się w stołecznej dzielnicy Ochota.

## Charakterystyka
Budynek mieszkalny położony jest między ulicami Grójecką, Juliana Ursyna Niemcewicza i Tarczyńską, na terenie obszaru Miejskiego Systemu Informacji Stara Ochota. Głównym architektem był Jan Zdanowicz. Za konstrukcję odpowiadał S. Jasiński. Projekt powstał w 1962 roku, a budowa została zrealizowana w latach 1962–1968. Inwestorem była Nauczycielska Spółdzielnia Mieszkaniowo-Budowlana „Oświata”.
Budynek ma 14 kondygnacji nadziemnych, wyposażony jest w dwie windy. Zaprojektowano go w ten sposób, że jego dłuższe boki zostały nieznacznie cofnięte do środka tworząc zarys planu bloku w kształcie litery X. Cechą charakterystyczną są także spiczaste balkony tworzące poprzesuwane względem siebie pasy. Przyziemie (kondygnacja parterowa) ma kształt prostokąta i większą powierzchnię niż wyższe piętra. Zaplanowano tam pierwotnie kawiarnię, delikatesy, ogródek i garaże. Elewację części parterowej zdobi abstrakcyjna mozaika Marii Leszczyńskiej z 1968 roku z kamieni i odpadów szklanych. W przeszłości podobne dzieło zdobiło także wnętrza lokalu usługowego.
Architekturę budynku Zdanowicz powtórzył projektując trzy punktowce tzw. „Iksy” na osiedlu Torwar.
12 kwietnia 1982 roku z nadajnika umieszczonego na dachu budynku wyemitowano pierwszą audycję podziemnego Radia „Solidarność”. Fakt ten upamiętnia szklana tablica umieszczona w 2010 roku na elewacji bloku. W 2012 roku obok tejże tablicy grupa Oli Mireckiej namalowała upamiętniający radio mural.
Na parterze budynku od 1999 roku działa klub muzyczny „Dekada”. Wcześniej mieściła się tam otwarta w 1969 roku kawiarnia „Słoneczna”.
Według Atlasu architektury Warszawy (1977) budynek to „jedno z ciekawszych rozwiązań plastycznych w budownictwie mieszkalnym”.
W 2016 roku blok został wpisany do gminnej ewidencji zabytków m.st. Warszawy (ID: OCH34185) jako „osiedle Grójecka”.